# Dover (Massachusetts)
Dover és una població dels Estats Units a l'estat de Massachusetts. Segons el cens del 2009 tenia 6.174 habitants.

## Demografia
Segons el cens del 2000, Dover tenia 5.558 habitants, 1.849 habitatges, i 1.567 famílies. La densitat de població era de 140 habitants/km².
Dels 1.849 habitatges en un 46% hi vivien nens de menys de 18 anys, en un 77% hi vivien parelles casades, en un 5,5% dones solteres, i en un 15,2% no eren unitats familiars. En el 12,8% dels habitatges hi vivien persones soles el 5,9% de les quals corresponia a persones de 65 anys o més que vivien soles. El nombre mitjà de persones vivint en cada habitatge era de 3,01 i el nombre mitjà de persones que vivien en cada família era de 3,29.
Per edats la població es repartia de la següent manera: un 31,6% tenia menys de 18 anys, un 3,7% entre 18 i 24, un 23,9% entre 25 i 44, un 29,6% de 45 a 60 i un 11,2% 65 anys o més.
L'edat mediana era de 40 anys. Per cada 100 dones de 18 o més anys hi havia 92,8 homes.
La renda mediana per habitatge era de 141.818 $ i la renda mediana per família de 157.168$. Els homes tenien una renda mediana de 100.000 $ mentre que les dones 56.473$. La renda per capita de la població era de 64.899$. Entorn del 2,3% de les famílies i el 3% de la població estaven per davall del llindar de pobresa.